# ジェルソミーナの歩いた道
「ジェルソミーナの歩いた道」（ジェルソミーナのあるいたみち、中国語：風兒雨兒 / Feng Er Yu Er）は、1981年2月28日発売されたテレサ・テンの12枚目のシングル。ポリドール・レコード（現ユニバーサルミュージック）発売の最後のシングルである。1985年、NHKホールにて開催された生前最後の単独公演では、テレサは真っ白なウェディングドレスに着替えてアンコールのステージに現れ、この曲を歌った。

## 収録曲
（全編曲：羽田健太郎）
1. ジェルソミーナの歩いた道
作詞：門谷憲二／作曲：丹羽応樹
2. 西海岸から
作詞：千家和也／作曲：川口真

## アレンジ
- もともとの編曲者は羽田健太郎であるが、京建輔編曲のバージョンも存在する。

## カバー
- 水沢瑶子の1994年発売のシングル「月の涙」のカップリング曲としてカバー。
- 林寛子の2003年発売のシングル「晴れのち曇りそして秋」のカップリング曲としてカバー。
- 作曲者である丹羽応樹がアルバム『幸せのしっぽ』でセルフカバー。